# Hui-Ling Wang
Hui-Ling Wang (chinesisch 王蕙玲, Pinyin Wáng Huìlíng; * 15. Februar 1964 in Taipeh, Taiwan) ist eine taiwanische Drehbuchautorin.

## Leben
Wang wurde in Taipeh geboren. Dort besuchte sie auch das Taipei College of Education, wo sie einen Abschluss in Klavier erhielt. Während ihres Studiums begann sie, für Fernsehen und Film zu schreiben. Zusammen mit Ang Lee und James Schamus schrieb sie das Drehbuch für den hochgelobten Film Eat Drink Man Woman.
Es folgte das Drehbuch zu Tiger and Dragon von Ang Lee, das sie zusammen mit Schamus und Kuo Jung Tsai schrieb. Das Drehbuch basierte auf dem vierten Teil des fünfteiligen Romans Kranich und Eisen von Autor Wang Dulu. Das Drehbuch brachte ihr ihre erste und bisher einzige Oscar-Nominierung ein. Sie wurde bei der Oscarverleihung 2001 zusammen mit den vorgenannten für das beste adaptierte Drehbuch nominiert. Der Preis ging aber an Stephen Gagan für sein Drehbuch zu Traffic – Macht des Kartells. Sie gewann mit dem Film den Hugo Award in der Kategorie Beste dramatische Präsentation.
2007 arbeitete sie erneut mit Schamus zusammen. Die beiden schrieben gemeinsam das Drehbuch des Films Gefahr und Begierde, abermals für Ang Lee. Die beiden gewannen damit beim Golden Horse Film Festival den Preis für das beste adaptierte Drehbuch.
2014 schrieb sie das Drehbuch zu John Woos Film The Crossing. 2005 war sie auch an der Fortsetzung The Crossing 2 beteiligt.
2018 wurde sie in die Academy of Motion Picture Arts and Sciences berufen, die jährlich die Oscars vergibt.

## Filmografie (Auswahl)
- 1994: Eat Drink Man Woman
- 2000: Ren jian si yue tian (Miniserie)
- 2000: Tiger and Dragon (Wòhǔ Cánglóng)
- 2000: Fleeing by Night (Yeben)
- 2001: Tortilla Soup – Die Würze des Lebens (Tortilla Soup)
- 2001: Migratory Bird (Houniao)
- 2004: Ta tsung hai shang lai – Chang Ai-ling chuan chi (Fernsehserie)
- 2005: Der Mythos (Shénhuà)
- 2007: Gefahr und Begierde (Sè, jiè, auch als Schauspielerin)
- 2007: Xie xie ni ceng jing ai guo wo (Fernsehserie)
- 2014: The Crossing
- 2015: The Crossing 2
- 2017: Legend of the Demon Cat (Yāomāo Zhuàn)